# Елџин (округ Кершо, Јужна Каролина)
Елџин (енгл. Elgin, Kershaw County) град је у америчкој савезној држави Јужна Каролина.

## Демографија
По попису из 2010. године број становника је 1.311, што је 505 (62,7%) становника више него 2000. године.
| Група             | 2000.       | 2010.         |
| Белци             | 703 (87,2%) | 1.065 (81,2%) |
| Афроамериканци    | 67 (8,3%)   | 146 (11,1%)   |
| Азијати           | 1 (0,1%)    | 3 (0,2%)      |
| Хиспаноамериканци | 31 (3,8%)   | 77 (5,9%)     |
| Укупно            | 806         | 1.311         |